# 横田和彦 (実業家)
横田 和彦（よこた かずひこ、1964年3月18日 - ）は、日本の実業家。千葉県出身。スターゼン株式会社代表取締役社長、元専務取締役営業本部長。元･スターゼン広域販売株式会社代表取締役社長、元･スターゼン販売株式会社代表取締役社長。

## 人物・経歴
1964年3月生まれ。1986年3月千葉商科大学商経学部卒業。1986年4月株式会社ゼンチク（現･スターゼン株式会社）入社。2010年10月スターゼン広域販売株式会社代表取締役社長、2013年4月スターゼン株式会社執行役員、2015年4月常務執行役員、2016年6月取締役、2017年4月スターゼン販売株式会社代表取締役社長、2018年4月スターゼン株式会社常務取締役、2019年4月常務取締役営業本部長、2020年専務取締役営業本部長、2021年4月代表取締役社長就任。